# Gare de Boulogne-Maritime
Pour les articles homonymes, voir Gare de Boulogne.
 (octobre 2015).
La gare de Boulogne-Maritime, aussi appelée gare maritime de Boulogne-sur-Mer, est une ancienne gare ferroviaire et maritime française, située sur le port de Boulogne-sur-Mer, sous-préfecture du département du Pas-de-Calais, en région Hauts-de-France.
Elle permettait la liaison Boulogne – Folkestone en bateau et, par extension, la liaison Paris – Londres en train. La gare maritime ferme son service ferroviaire en 1995 à la suite de l'ouverture de la LGV Nord et ses trains Eurostar, puis son service maritime en 2009 pour laisser sa place au nouveau hub port de Boulogne, qui sera lui-même fermé peu de temps après sa mise en service.

## L'ancienne gare maritime
Une première gare maritime est créée en 1875 sur le site de l'Éperon, directement reliée à la gare de Boulogne-Ville, alors située dans le même quartier à moins d'1 km. Boulogne devient, grâce à elle, deuxième port de voyageurs de France (avec 563 000 personnes en 1938).
Elle est détruite pendant la seconde Guerre mondiale.

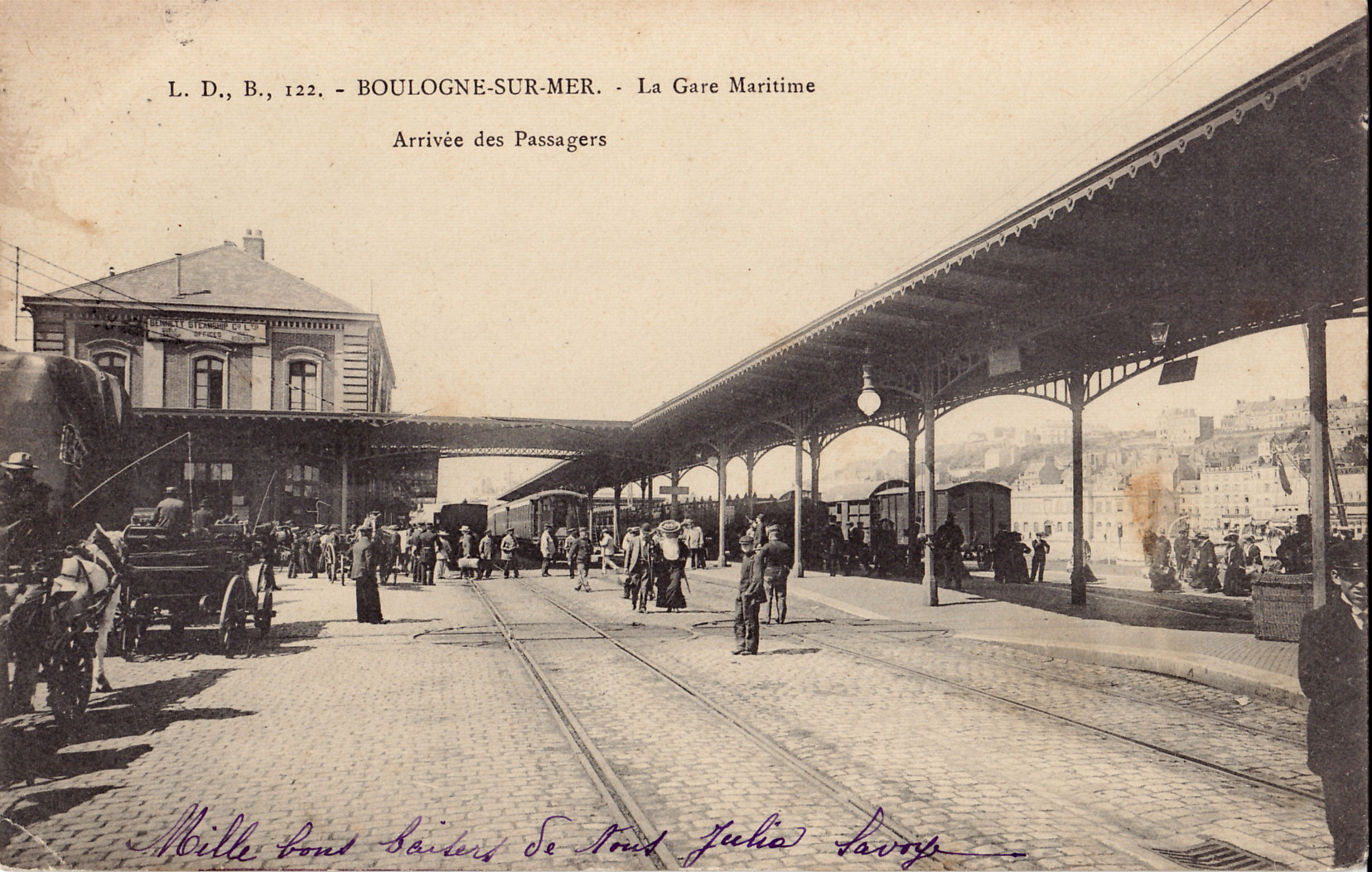
L'ancienne gare maritime, au début du XXe siècle.

## La gare maritime actuelle
En 1962, une nouvelle gare maritime est inaugurée sur le même emplacement que l'ancienne. Elle est conçue par l'architecte Pierre Vivien, chargé de la reconstruction de la ville après 1945. Le bâtiment est en béton armé, qui est utilisé pour la plateforme de stationnement supérieure et les auvents couvrant les quais. Elle est toujours reliée en train à la gare de Boulogne-Ville, bien que cette dernière ait été déplacée dans le quartier de Bréquerecque.
En 1957, la gare maritime de Boulogne devient le point de départ des premiers trains auto-couchettes créés en France (sur le trajet Boulogne-Lyon). Des trains-auto-couchettes ont également circulé vers Milan, Avignon, Bologne, etc.
L'ouverture du tunnel sous la Manche et du service Eurostar en 1994 provoque la fermeture du service ferroviaire de la gare maritime le 21 janvier 1995. Les voies reliant la gare maritime à la gare de Boulogne-Ville sont démontées dans les années qui suivent. La gare ne sert alors plus qu'au départ des bateaux entre Boulogne et l'Angleterre, mais cette ligne est fortement affectée par la concurrence avec le port de Calais et le tunnel sous la Manche.
Elle ferme définitivement ses portes en 2009. Le nouveau hub port de Boulogne censé remplacer la gare maritime ferme lui-même quelques mois plus tard, signant la fin du transport transmanche à Boulogne.

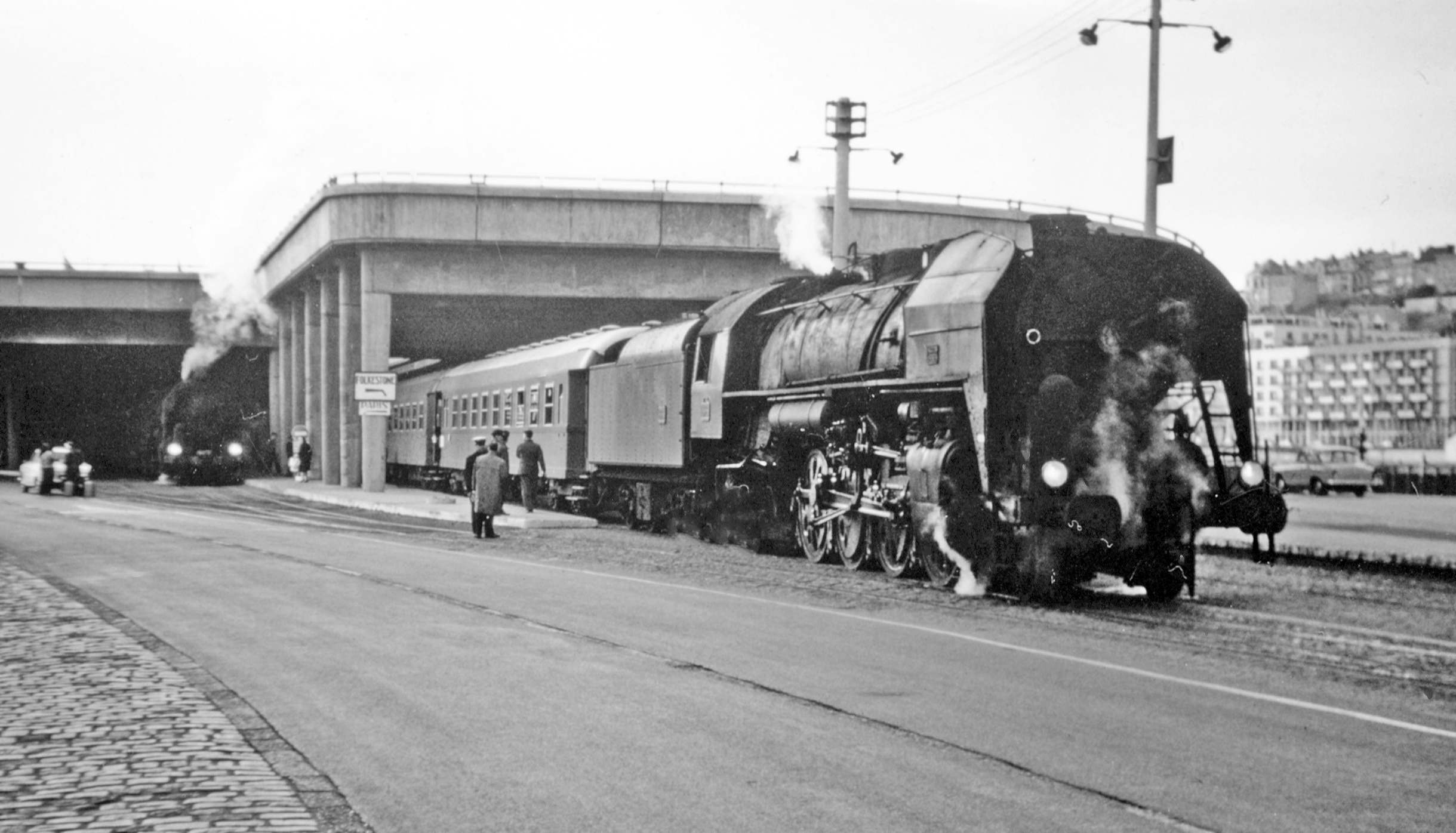
La nouvelle gare, en 1965.

## La gare après sa fermeture
Après sa fermeture, la ville souhaite conserver cet édifice en mémoire du passé glorieux du port. Plusieurs rassemblements y sont organisés pendant les années 2010 comme des expositions (par exemple, le centre Pompidou mobile en 2012), des conférences, des spectacles et des concerts (notamment via le festival de la Côte d'Opale). Depuis mars 2016, l'étage de la gare accueille « l'Atelier », lieu à l'initiative de la ville qui présente les projets architecturaux en cours et à venir, et qui permet aux habitants de donner leurs avis, leurs idées et leurs envies pour le territoire. 
La gare devrait subir une profonde restructuration pour s'affirmer comme une grande zone de loisirs et de découverte. Cette restructuration passe notamment par la démolition en 2016 de quelques-unes des passerelles d'accès aux bateaux qui devenaient vétustes,. Un « palais des congrès », ou « salle de spectacle », accolé à la gare maritime devrait voir le jour d'ici 2019.

## Expositions
- Axe Liane : imaginons le Boulonnais, du 1 au 22 avril 2011.
- Le Centre Pompidou mobile, du 16 juin au 16 septembre 2012.
- La Gare maritime : Photographies 1950-1970, du 16 juin au 16 septembre 2012.
- Les pas perdus, du 23 juin au vendredi 31 août 2012
- En avant toute !, du 1er juillet au 31 août 2016.